# Caetano Cury
Caetano Cury (Caçu, Goiás) é um radialista, podcaster, cartunista e quadrinista brasileiro.

## Biografia
Caetano Cury nasceu em Caçu (Goiás), cresceu em Guaranésia (Minas Gerais) e fixou residência em Guaxupé, onde chegou a receber o título de cidadão guaxupeano por seus laços com a cidade.
Em 2002, começou a trabalhar como cartunista no Jornal Correio Sudoeste e radialista na Rádio 87 FM, ambas de Guaxupé. Na mesma época, criou o blog O Clube do Pança, que publicava as tiras de humor do personagem que dava nome ao site, um sujeito com um saco de pão na cabeça que encara tudo de forma sarcástica.
Em 2010, Cury criou a webcomic Caverna do Jedi para o site Jovem Nerd. A tira, publicada semanalmente, inicialmente trazia um crossover em forma de paródia de personagens do desenho animado Caverna do Dragão com os da série cinematográfica Star Wars. Posteriormente, personagens outros universos ficcionais "nerds" foram utilizados nas tiras, encerrada em 2011.
Também em 2011, Cury mudou-se para Ribeirão Preto, onde trabalhou como radialista na BandNews, Rádio CBN e Adevirp (Associação dos Deficientes Visuais de Ribeirão Preto).
A partir de 2012, Cury começou a publicar a webcomic Téo & o Mini Mundo. Com histórias filosóficas e reflexivas sobre um menino que fica observando um mundo através de um microscópio ao lado da borboleta Eulália, as artes são produzidas todas em aquarela.
Cury mudou-se para São Paulo em 2014, onde passou a trabalhar na rádio Bandeirantes. Em setembro de 2019, devido ao sucesso que as tiras de Téo já vinham fazendo há bastante tempo na internet, Cury decidiu interromper a carreira de radialista para se dedicar exclusivamente ao desenho. A principal fonte de renda do artista passou a ser uma campanha de assinaturas pela plataforma Apoia.se, na qual os fãs de seu trabalho contribuem com um valor mensal em troca de alguns benefícios, incluindo a garantia da continuidade de publicação das tiras.
No final de 2019, Cury criou com os amigos Hugo Vecchiato e Leandro Gouveia o podcast de humor Meio Rádio. No mesmo ano, publicou Téo & o Mini Mundo: o Livro pelo selo RPHQ. Viabilizado através de financiamento coletivo pela plataforma Catarse, o livro trouxe todas as tiras produzidas de 2012 até o início de 2019 e contou com prefácio de Sidney Gusman. Um segundo volume foi lançado em 2020, de forma independente, com o nome de Téo & o Mini Mundo: o Lugar do Outro. Com 120 páginas, o livro reuniu as tiras produzidas no decorrer do ano, muitas com inspiração no período da pandemia de COVID-19.

## Prêmios e indicações
Em 2015, Caetano Cury ganhou o Prêmio Vladimir Herzog na categoria Rádio pela reportagem "Mães da Fé", da Rádio Bandeirantes. Em 2019, ganhou o Prêmio APCA de Rádio na categoria de melhor podcast pelo programa de humor Meio Rádio. Em 2022, ganhou o Prêmio Angelo Agostini de melhor web quadrinho por Téo & o Mini Mundo.
Com as tiras de Téo & o Mini Mundo, Cury ainda foi finalista do Troféu HQ Mix três anos seguidos: Em 2019 como melhor web tira, em 2020 como melhor publicação de tiras e em 2021 nas categorias de melhor web tira, melhor publicação de tiras e melhor publicação independente seriada.